# Mladotice (Drhovle)
Mladotice jsou vesnice, část obce Drhovle v okrese Písek v Jihočeském kraji. Nachází se asi dva kilometry východně od Drhovle. Mladotice leží v katastrálním území Mladotice u Drhovle o rozloze 5,14 km². V katastrálním území Mladotice u Drhovle leží i Chlaponice a Mladotické Mlaky.

## Historie
První písemná zmínka o vesnici pochází z roku 1390.

## Obyvatelstvo
| Rok            | 1869 | 1880 | 1890 | 1900 | 1910 | 1921 | 1930 | 1950 | 1961 | 1970 | 1980 | 1991 | 2001 | 2011 | 2021 |
| -------------- | ---- | ---- | ---- | ---- | ---- | ---- | ---- | ---- | ---- | ---- | ---- | ---- | ---- | ---- | ---- |
| Počet obyvatel | 250  | 247  | 242  | 234  | 236  | 237  | 222  | 175  | 159  | 136  | 95   | 71   | 56   | 76   | 103  |
| Počet domů     | 38   | 41   | 42   | 42   | 42   | 42   | 43   | 46   | 67   | 39   | 33   | 31   | 52   | 60   | 64   |

## Obecní správa
Při sčítání lidu v letech 1850–1962 Mladotice byly samostatnou obcí v okrese Písek. Od roku 1963 jsou částí obce Drhovle v okrese Písek. V letech 1850–1962 k obci patřily Chlaponice a Oldřichov.

## Pamětihodnosti
- Přímo u domu čp. 15 u silnice vedoucí do Drhovle se nachází výklenková kaple.[8]
- Kaple na návsi ve vesnici je z roku 1889.[9]

## Galerie

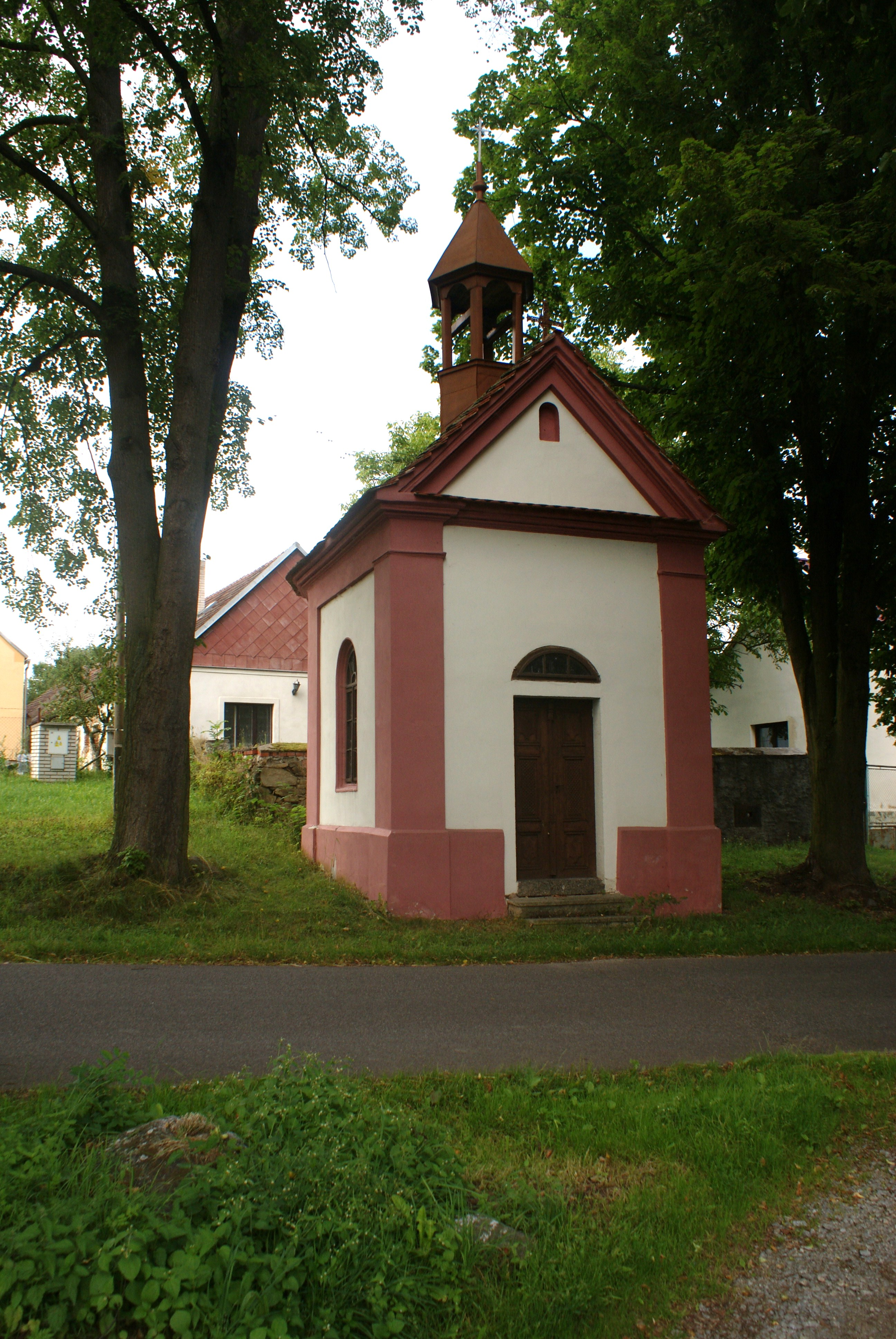
Návesní kaple
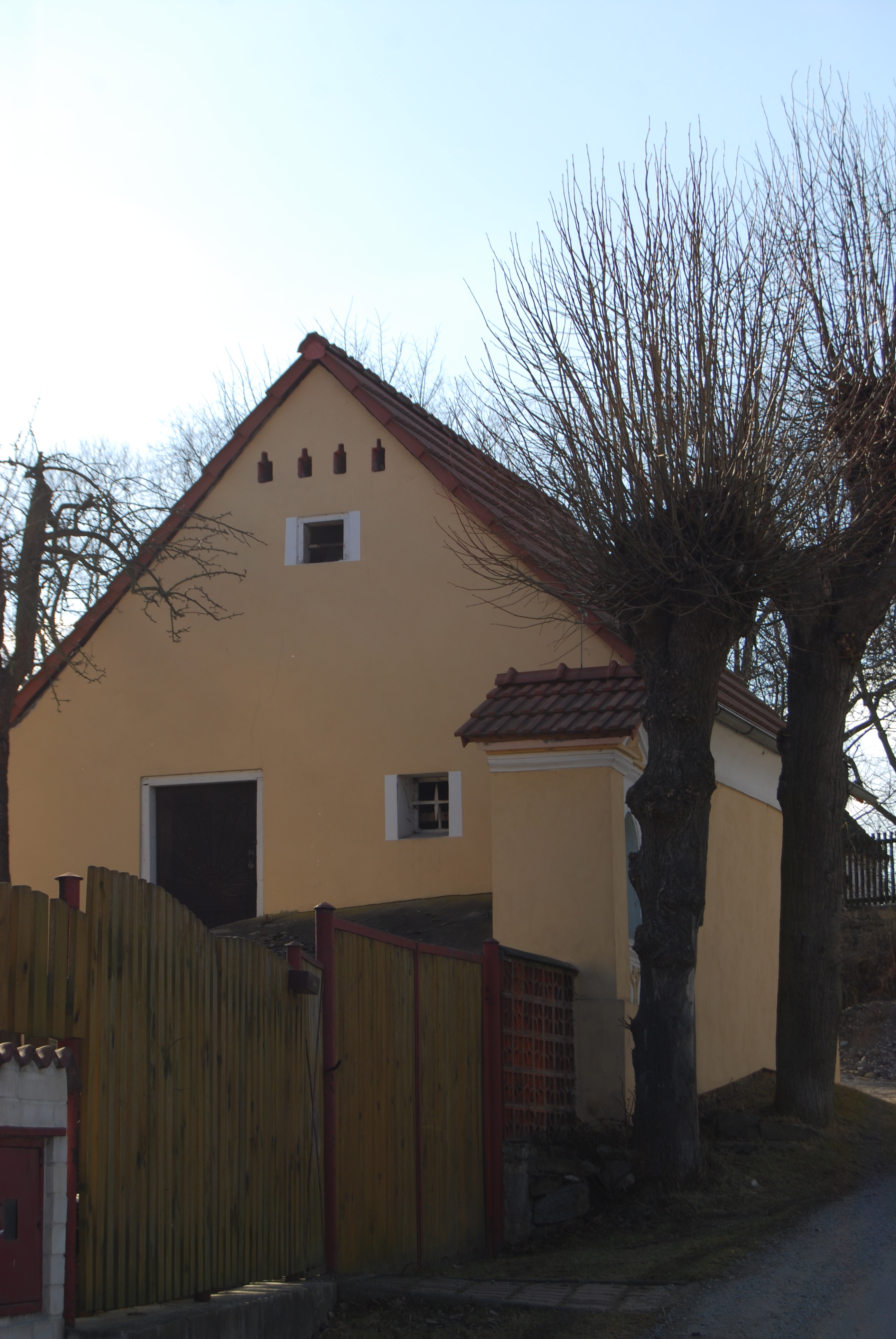
Kaple a sýpka u usedlosti čp.15
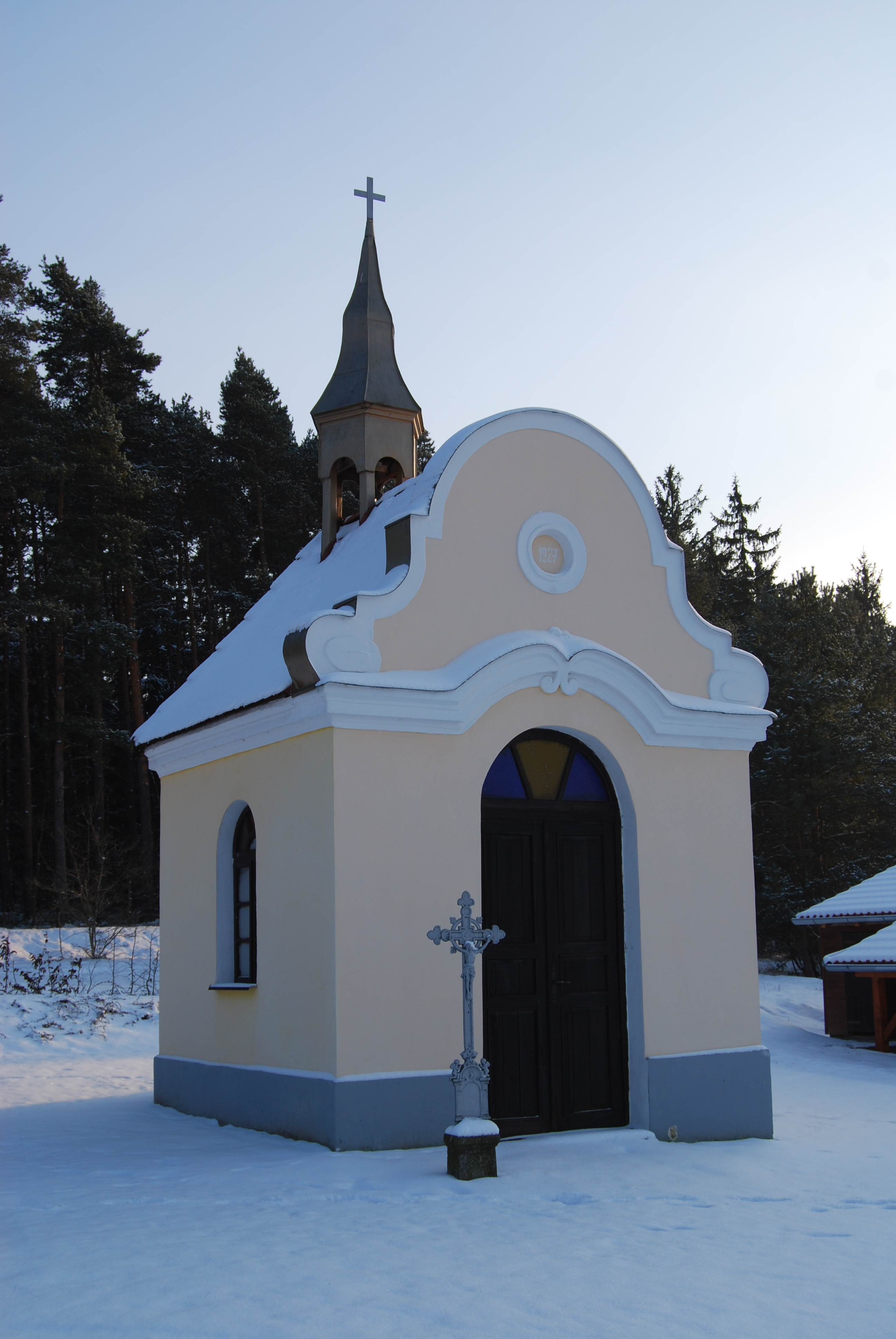
Kaple Mladotické Mlaky